# Gornje Selo (Susak)
Gornje Selo je mjesto na otoku Susku.

## Povijest
Sagrađeno je oko nekadašnje opatije. Istu je u 11. stoljeću osnovao hrvatski kralj Krešimir.
Najstarije je naselje na otoku Susku. Nalazi se dalje od mora od susjednog, stotinjak metara udaljenog Donjeg Sela, od kojeg ga dijeli gusta trstika.
Jedina prometna veza sa susjednim selom je kameno stubište.